# Крейг Людвіг
Крейг Людвіг (англ. Craig Ludwig, нар. 15 березня 1961, Райнлендер, Вісконсин) — колишній американський хокеїст, що грав на позиції захисника.
Володар Кубка Стенлі. Провів понад тисячу матчів у Національній хокейній лізі.

## Ігрова кар'єра
Хокейну кар'єру розпочав 1979 року.
1980 року був обраний на драфті НХЛ під 61-м загальним номером командою «Монреаль Канадієнс».
Протягом професійної клубної ігрової кар'єри, що тривала 18 років, захищав кольори команд «Монреаль Канадієнс», «Нью-Йорк Айлендерс», «Міннесота Норт-Старс» та «Даллас Старс».
Загалом провів 1433 матчі в НХЛ, включаючи 177 ігор плей-оф Кубка Стенлі.

## Нагороди та досягнення
- Володар Кубка Стенлі в складі «Монреаль Канадієнс» — 1986.
- Володар Кубка Стенлі в складі «Даллас Старс» — 1999.

## Статистика
| Сезон        | Клуб                        | Ліга         | Регулярний сезон | Регулярний сезон | Регулярний сезон | Регулярний сезон | Регулярний сезон | Плей-оф | Плей-оф | Плей-оф | Плей-оф | Плей-оф |
| Сезон        | Клуб                        | Ліга         | І                | Г                | П                | О                | ШХ               | І       | Г       | П       | О       | ШХ      |
| ------------ | --------------------------- | ------------ | ---------------- | ---------------- | ---------------- | ---------------- | ---------------- | ------- | ------- | ------- | ------- | ------- |
| 1979–80      | Університет Північна Дакота | НКАА         | 33               | 1                | 8                | 9                | 32               | —       | —       | —       | —       | —       |
| 1980–81      | Університет Північна Дакота | НКАА         | 34               | 4                | 8                | 12               | 48               | —       | —       | —       | —       | —       |
| 1981–82      | Університет Північна Дакота | НКАА         | 37               | 4                | 17               | 21               | 42               | —       | —       | —       | —       | —       |
| 1982–83      | «Монреаль Канадієнс»        | НХЛ          | 80               | 0                | 25               | 25               | 59               | 3       | 0       | 0       | 0       | 2       |
| 1983–84      | «Монреаль Канадієнс»        | НХЛ          | 80               | 7                | 18               | 25               | 52               | 15      | 0       | 3       | 3       | 23      |
| 1984–85      | «Монреаль Канадієнс»        | НХЛ          | 72               | 5                | 14               | 19               | 90               | 12      | 0       | 2       | 2       | 6       |
| 1985–86      | «Монреаль Канадієнс»        | НХЛ          | 69               | 2                | 4                | 6                | 63               | 20      | 0       | 1       | 1       | 48      |
| 1986–87      | «Монреаль Канадієнс»        | НХЛ          | 75               | 4                | 12               | 16               | 105              | 17      | 2       | 3       | 5       | 30      |
| 1987–88      | «Монреаль Канадієнс»        | НХЛ          | 74               | 4                | 10               | 14               | 69               | 11      | 1       | 1       | 2       | 6       |
| 1988–89      | «Монреаль Канадієнс»        | НХЛ          | 74               | 3                | 13               | 16               | 73               | 21      | 0       | 2       | 2       | 24      |
| 1989–90      | «Монреаль Канадієнс»        | НХЛ          | 73               | 1                | 15               | 16               | 108              | 11      | 0       | 1       | 1       | 16      |
| 1990–91      | «Нью-Йорк Айлендерс»        | НХЛ          | 75               | 1                | 8                | 9                | 77               | —       | —       | —       | —       | —       |
| 1991–92      | «Міннесота Норт-Старс»      | НХЛ          | 73               | 2                | 9                | 11               | 54               | 7       | 0       | 1       | 1       | 19      |
| 1992–93      | «Міннесота Норт-Старс»      | НХЛ          | 78               | 1                | 10               | 11               | 153              | —       | —       | —       | —       | —       |
| 1993–94      | «Даллас Старс»              | НХЛ          | 84               | 1                | 13               | 14               | 123              | 9       | 0       | 3       | 3       | 8       |
| 1994–95      | «Даллас Старс»              | НХЛ          | 47               | 2                | 7                | 9                | 61               | 4       | 0       | 1       | 1       | 2       |
| 1995–96      | «Даллас Старс»              | НХЛ          | 65               | 1                | 2                | 3                | 70               | —       | —       | —       | —       | —       |
| 1996–97      | «Даллас Старс»              | НХЛ          | 77               | 2                | 11               | 13               | 62               | 7       | 0       | 2       | 2       | 18      |
| 1997–98      | «Даллас Старс»              | НХЛ          | 80               | 0                | 7                | 7                | 131              | 17      | 0       | 1       | 1       | 22      |
| 1998–99      | «Даллас Старс»              | НХЛ          | 80               | 2                | 6                | 8                | 87               | 23      | 1       | 4       | 5       | 20      |
| Усього в НХЛ | Усього в НХЛ                | Усього в НХЛ | 1256             | 38               | 184              | 222              | 1437             | 177     | 4       | 24      | 28      | 244     |